# Dicella oliveirae
Dicella oliveirae är en tvåhjärtbladig växtart som beskrevs av Mark W. Chase. Dicella oliveirae ingår i släktet Dicella och familjen Malpighiaceae. Inga underarter finns listade i Catalogue of Life.